# Tokomairiro (fleuve)
Le fleuve Tokomairiro  (en anglais : Tokomairiro River) est  un cours d’eau localisé dans la région d’Otago dans l’île du Sud de la Nouvelle-Zélande.

## Géographie
Il coule vers le sud-ouest sur environ 50 kilomètres  soit 30 miles], pour atteindre l’Océan Pacifique au niveau du village de Toko Mouth situé à 50 kilomètres, soit 30 mi) au sud de Dunedin. La ville de Milton est localisée dans la plaine inondable du fleuve Tokomairiro, près de la jonction des deux principales branches, qui coulent respectivement vers les extrémités nord et sud de la ville.

## Nom
Le nom de la rivière est un nom  maori, et peut se traduire grossièrement comme « un endroit où on peut stocker les canoës (une référence possible à la méthode nécessaire pour voyager à travers la zone extensive au lieu de patauger).  Le fleuve Tokomairiro est sujette aux débordements saisonniers  durant les mois de fortes pluies : d’août à octobre. Les industries locales de construction ont été forcées de construire des murs en ciment autour des propriétés pour réduire les dommages liés aux eaux survenant chaque année.